# Nirina Zubir
Nirina Raudhatul Jannah Zubir (ur. 12 marca 1980 w Antananarywie)  – indonezyjska aktorka i prezenterka telewizyjna.
Debiutowała rolą w filmie 30 Hari Mencari Cinta (2004). W 2006 r. otrzymała nagrodę Citra (Festival Film Indonesia) dla najlepszej aktorki pierwszoplanowej za rolę w filmie Heart. Na swoim koncie ma również Indonesian Movie Awards, za grę aktorską w filmach Mirror (2005) i Heart (2006). 
Jako prezenterka prowadziła sezon czwarty programu Indonesian Idol.

## Filmografia[3]
Filmy
- 30 Hari Mencari Cinta (2004)
- Mirror (2005)
- Belahan Jiwa (2005)
- Heart (2006)
- Kamulah Satu-satunya (2007)
- Love Is Cinta (2007)
- Get Married (2007)
- Get Married 2 (2009)
- Get Married 3 (2011)
- Purple Love (2011)